# Dugi Dio
Dugi Dio (cyr. Дуги Дио) – wieś w Bośni i Hercegowinie, w Republice Serbskiej, w mieście Zvornik. W 2013 roku liczyła 296 mieszkańców.